# Iasnopillea, Berezivka
Iasnopillea (în ucraineană Яснопілля) este un sat în comuna Berezivka din raionul Berezivka, regiunea Odesa, Ucraina.

## Demografie
Componența lingvistică a localității Iasnopillea
     Ucraineană (90,99%)
     Rusă (4,2%)
     Română (1,2%)
Conform recensământului din 2001, majoritatea populației localității Iasnopillea era vorbitoare de ucraineană (90,99%), existând în minoritate și vorbitori de rusă (4,2%), armeană (1,8%), găgăuză (1,8%) și română (1,2%).